# Кокжыра (Аксуатский район)
Кокжыра (каз. Көкжыра) — село в Аксуатском районе Абайской области Казахстана. Административный центр Кокжиринского сельского округа. Код КАТО — 635845100.

## История
Село Кокжыра основано в 1951 году как овцеводческий колхоз. В 1963 году возник совхоз имени Амангельды, созданный в рамках программы освоения целинных земель. В 1997 году на базе совхоза были созданы фермерские хозяйства.

## Население
В 1999 году население села составляло 2296 человек (1163 мужчины и 1133 женщины). По данным переписи 2009 года, в селе проживало 1796 человек (895 мужчин и 901 женщина).

## Уроженцы
- Демеубаев, Казбек
- Баганалы, Саяболекулы